# 鄭信義
鄭 信義（チョン・シニ 、1982年3月2日 - 2021年12月1日）は、日本の整体師・真宗大谷派僧侶。御影整体学院学院長。「スマホ首」の名付け親。

## 略歴・人物
1982年、兵庫県加古郡播磨町で生まれ育つ。兵庫県立淡路高等学校を卒業後、短大へ進学し真宗大谷派教師資格を取得。
大学を卒業後、整体師の専門知識を身につけるためナショナル整体学院へ入校。卒業後、学校の直営店の店長に就任するが苦闘。その後、2号店の副店長となり量より質を重視する、純粋に整体という仕事を研ぎ澄ましたいと考えを改める。ハワイのオアフ島でマッサージ師をしないかという患者からの誘いでハワイに渡米するもサブプライムローンやリーマン・ショックの影響もあり2、3週間ほどで日本に帰国することになった。帰国後、家の近くにあった空き店舗を見て、雷に打たれたような衝撃を受け独立を決意。2009年、ストレスの緩和を目的としたサロン「御影フィール」を開業。
2017年6月、御影整体学院を開設。
2017年10月19日、『スマホ首』商標登録。
2019年3月、大腸がんが見つかり、闘病中。
2021年12月1日、死去。

## 出演

### テレビ番組
- 5時に夢中!（TOKYO MX）
- シブ5時（NHK）
- ABC キャスト
- となりの人間国宝さん（関西テレビ放送）
- あさイチ（2020年4月8日、NHK）

## 著書
- 『スマホ首があらゆる不調を引き起こす!』（2015年4月17日[9]、講談社）ISBN 978-4-06-219445-7
- 『スマホ首のほぐし方』（2015年10月5日[10]、宝島社）ISBN 978-4-8002-4682-0
- 『奇跡の腰浮かせ』（2016年8月26日[11]、講談社）ISBN 978-4-06-299855-0
  - 台湾版 『遠離長照人生的奇蹟抬腰術：不管幾歲開始都有效的腿臀肌力訓練』（2018年6月29日、出色文化）ISBN 9789869639422